# Дорош Володимир Васильович
Володи́мир Васи́льович До́рош (27 липня 1898, містечко Тиврів, тепер смт Вінницької області — 19 червня 1964, місто Жмеринка) — український різьбяр на дереві, скульптор. Заслужений майстер народної творчості УРСР (1960).

## Життєпис
1919 року закінчив ремісниче училище в Кам'янці-Подільському.
Працював у Жмеринці в залізничному училищі (нині Державний професійно-технічний навчальний заклад «Жмеринське вище професійне училище»).

## Твори
Першою роботою Володимира Дороша став дерев'яний бюст Тараса Шевченка, виконаний 1930 року.
Серед інших творів:
- Композиція «Шевченко на засланні» (1962).
- Погруддя Тараса Шевченка (дерево, 1963).
- Композиція «Молодий Тарас Шевченко у Карла Брюллова» (дерево, 1963).
- Композиції «Ленін у Жовтневі дні», «Думи Леніна», «Ленін серед дітей».
- Статуї Богдана Хмельницького, Устима Кармелюка, Михайла Коцюбинського, Василя Чапаєва, Миколи Щорса, Григорія Котовського (всі — 1950-і).